# 式田高義
式田 高義（しきだ たかよし、1977年11月25日 - ）は、千葉県出身の元サッカー選手、サッカー指導者。ポジションはミッドフィールダー。

## 略歴
市立船橋高校2年生時の1994年度の高校選手権において、1学年上の森崎嘉之、鈴木和裕、茶野隆行らとともに優勝を経験。同学年に城定信次、松森亮らがいる。1学年下には、北嶋秀朗、中村直志、吉川京輔、佐藤陽彦らがいる。
1996年にジェフユナイテッド市原に加入し、2シーズン所属した。1998年から中央学院大学に通学していたが、1999年9月にアルビレックス新潟に加入。2000年シーズン終了後に戦力外通告を受けた。
現在は市立船橋高校のOBを中心に作られたジョカーレフットボールクラブの代表と市立船橋高校のコーチを務めている。

### エピソード
お笑いタレントの山里亮太とは、中学の同級生であり生徒会長と副会長（山里）の関係。

## 所属クラブ
- 1993-1995 市立船橋高校
- 1996-1997 ジェフユナイテッド市原
- 1998-1999 中央学院大学
- 1999-2000 アルビレックス新潟

## 個人成績
| 国内大会個人成績 | 国内大会個人成績 | 国内大会個人成績 | 国内大会個人成績 | 国内大会個人成績 | 国内大会個人成績 | 国内大会個人成績 | 国内大会個人成績 | 国内大会個人成績 | 国内大会個人成績 | 国内大会個人成績 | 国内大会個人成績 |
| 年度             | クラブ           | 背番号           | リーグ           | リーグ戦         | リーグ戦         | リーグ杯         | リーグ杯         | オープン杯       | オープン杯       | 期間通算         | 期間通算         |
| 年度             | クラブ           | 背番号           | リーグ           | 出場             | 得点             | 出場             | 得点             | 出場             | 得点             | 出場             | 得点             |
| 日本             | 日本             | 日本             | 日本             | リーグ戦         | リーグ戦         | リーグ杯         | リーグ杯         | 天皇杯           | 天皇杯           | 期間通算         | 期間通算         |
| ---------------- | ---------------- | ---------------- | ---------------- | ---------------- | ---------------- | ---------------- | ---------------- | ---------------- | ---------------- | ---------------- | ---------------- |
| 1996             | 市原             | -                | J                | 6                | 0                | 4                | 0                | 0                | 0                | 10               | 0                |
| 1997             | 市原             | 16               | J                | 14               | 0                | 4                | 0                | 0                | 0                | 18               | 0                |
| 1999             | 新潟             | 24               | J2               | 12               | 3                | 0                | 0                | 0                | 0                | 12               | 3                |
| 2000             | 新潟             | 18               | J2               | 24               | 0                | 2                | 1                | 3                | 1                | 29               | 2                |
| 通算             | 日本             | 日本             | J1               | 20               | 0                | 8                | 0                | 0                | 1                | 28               | 0                |
| 通算             | 日本             | 日本             | J2               | 36               | 3                | 2                | 1                | 3                | 1                | 41               | 5                |
| 総通算           | 総通算           | 総通算           | 総通算           | 56               | 3                | 10               | 1                | 3                | 1                | 69               | 5                |

## 指導歴
- 市立船橋高校：コーチ
- ジョカーレフットボールクラブ：代表